# Carolina Ferre
Carolina Ferre Amat (Cocentaina, Alicante, 27 de agosto de 1974) es una periodista y presentadora española, que ha desarrollado su carrera fundamentalmente en televisión.

## Biografía
Inició su actividad en el canal autonómico valenciano Canal 9, con programas como Guanye qui guanye o Tela marinera. En 1999 dio el salto a la televisión nacional al ser fichada por la cadena privada Telecinco, donde presentó el programa de variedades Fiebre del domingo noche, junto a Juan y Medio y Carlos Tena.
Posteriormente, en 2003, sustituyó temporalmente a Emma García al frente de A tu lado y colaboró con Mercedes Milá en la edición de aquel año de Gran Hermano, encargándose de los resúmenes. La popularidad adquirida le valió que, el año siguiente, se le encargase la presentación del debate de Gran Hermano VIP. Su popularidad en la cadena se confirmó al ser la elegida, con Manel Fuentes, para retransmitir las campanadas de fin de año de 2003 desde la Puerta del Sol de Madrid.
En el verano de 2004, y tras la marcha de María Teresa Campos a Antena 3, la cadena la puso temporalmente al frente del espacio que la presentadora malagueña venía presentando desde 1996: Día a día, al lado de Óscar Martínez.
Tras esa experiencia, se ha puesto al frente de otros proyectos que han resultado fallidos, como el late night Plan C (2005) o el concurso Esta cocina es un infierno (2006), ambos retirados de la parrilla de programación a las pocas semanas de su estreno. A finales de 2006 fue contratada por la La Sexta y el 8 de enero de 2007 comenzó a presentar el concurso Tres en Raya. Nuevamente los bajos resultados de audiencia motivaron que el programa fuera retirado de la parrilla dos semanas después.
El 5 de marzo de 2007 empezó una nueva etapa en la cadena catalana 8tv, presentando durante cinco meses el late show diario Envasat al 8. Paralelamente, en mayo de ese año, protagonizó un fichaje relámpago por TVE para conducir el programa especial de Eurovisión, tras la baja de la presentadora inicialmente elegida, Paula Vázquez, en el último momento.
El 7 de mayo de 2007 regresa a Canal 9 para presentar, con Tony Kamo, Sessió hipnótica, un show basado en la hipnosis emitido semanalmente, en prime time por la autonómica valenciana. El espacio, no obstante, fue retirado de la programación poco después de su estreno.
En septiembre de 2007, tras desvincularse de 8tv, se incorpora como colaboradora al programa Channel n.º4 de Cuatro, aunque poco tiempo después lo abandonó para afrontar su maternidad.
Vuelve a la pequeña pantalla el 15 de marzo de 2008, como presentadora del show nostálgico Yo estuve allí, emitido semanalmente por La 1 de TVE hasta el 7 de junio de ese año, finalizando sin renovar para una segunda temporada, tras haber cosechado una audiencia inferior a la media de la cadena.
El 7 de septiembre de 2008, regresaba a La Sexta para presentar el programa de telerrealidad De patitas en la calle. Pero tras cinco entregas y un progresivo descenso de audiencia -hasta caer por debajo de la media de la cadena- el espacio fue retirado de la parrilla.
El 21 de mayo de 2009 estrenó para el circuito catalán de La 2 de TVE el show humorístico Disculpin la interrupció.
Desde 2011 colabora en el programa Divendres de TV3 y durante el verano de este mismo año se hace cargo de una sección en la que comenta la prensa del corazón y noticias de la televisión en El matí de Catalunya Ràdio d'estiu de la emisora Catalunya Ràdio y más tarde, colabora junto a otros grandes artistas en el programa de antena 3 Tu cara me suena
El 2 de agosto de 2012 concursa en el programa de Antena 3 Dando la nota presentado por Jaime Cantizano. Desde el 3 de diciembre de 2012 regresa a Tu cara me suena, ya en su segunda edición, en esta ocasión como parte del jurado del programa sustituyendo a Carolina Cerezuela por su maternidad.
A finales de enero de 2013 confirmó en Twitter que iba a presentar el programa Se trata de ti , en La 2. El día 26 de febrero de 2013 fue la encargada de presentar la gala de elección de la canción para el Festival de la Canción de Eurovisión 2013 que tuvo lugar en Malmö, Suecia.
El 19 de septiembre de 2014 se convierte en madre de familia numerosa, al dar a luz a los mellizos, Tomeu y Paulina.
El 10 de junio de 2018 se anuncia que es la encargada de conducir la emisión inaugural de la cadena de televisión À Punt. El programa À Punt Directe se emite durante 2 temporadas y media hasta el 18 de diciembre de 2020, cuando se anuncia su cancelación por sus bajos índices de audiencia, controversias y coste. 
En el verano de 2022 regresa a Telecinco como colaboradora enYa es verano tras no ser renovada en À Punt. En noviembre de ese mismo año se anuncia que es una de las concursantes de Mediafest Night Fever para el prime time de Telecinco.
En verano de 2023 ficha por 8tv para presentar el programa OpinaCat, sustituyendo a Carlos Fuentes durante sus vacaciones estivales.
En septiembre de 2023 se incorpora como colaboradora a Tot es mou en TV3 y a TardeAR en Telecinco.

## Filmografía

### Programas de televisión

#### Como presentadora
| Año         | Programa                               | Cadena    | Notas          |
| ----------- | -------------------------------------- | --------- | -------------- |
| 1996-1997   | L'Oratge                               | Canal Nou | Presentadora   |
| 1998        | Guanye qui guanye                      | Canal Nou | Copresentadora |
| 1998 - 2000 | Tela marinera                          | Canal Nou | Copresentadora |
| 1999        | Fiebre del domingo noche               | Telecinco | Presentadora   |
| 2000        | Tot de nou                             | Canal Nou | Copresentadora |
| 2003        | A tu lado                              | Telecinco | Presentadora   |
| 2003        | Gran hermano: El Debate                | Telecinco | Presentadora   |
| 2003 - 2004 | Campanadas de Fin de Año               | Telecinco | Presentadora   |
| 2004        | Gran hermano VIP: El Debate            | Telecinco | Presentadora   |
| 2004        | Día a día                              | Telecinco | Copresentadora |
| 2005        | Plan C                                 | Telecinco | Presentadora   |
| 2006        | Esta cocina es un infierno             | Telecinco | Presentadora   |
| 2007        | Tres en raya                           | La Sexta  | Presentadora   |
| 2007        | Envasat al 8                           | 8tv       | Presentadora   |
| 2007        | Eurovisión. Destino Helsinki           | La 1      | Presentadora   |
| 2007        | Sessió hipnótica                       | Canal Nou | Presentadora   |
| 2008        | Yo estuve allí                         | La 1      | Presentadora   |
| 2009        | Disculpin la interrupció               | La 1      | Presentadora   |
| 2013        | El sueño de Morfeo. Destino Eurovisión | La 1      | Presentadora   |
| 2013        | Se trata de ti                         | La 2      | Presentadora   |
| 2015 - 2016 | Trencadís                              | 8tv       | Copresentadora |
| 2017        | Vidas en orden                         | TEN       | Presentadora   |
| 2018 - 2020 | À Punt Directe                         | À Punt    | Presentadora   |
| 2018 - 2021 | Campanadas de Fin de Año               | À Punt    | Presentadora   |
| 2020        | Mascletà À Punt                        | À Punt    | Presentadora   |
| 2020        | La terrassa                            | À Punt    | Presentadora   |
| 2021 - 2022 | Atrapa’m si pots                       | À Punt    | Presentadora   |
| 2021 - 2023 | Tresors amb història                   | À Punt    | Presentadora   |
| 2023        | OpinaCat                               | 8tv       | Presentadora   |

#### Como concursante
| Año         | Programa              | Cadena    | Notas                         |
| ----------- | --------------------- | --------- | ----------------------------- |
| 2011        | Tu cara me suena      | Antena 3  | Concursante - 7.ª clasificada |
| 2022 - 2023 | Mediafest Night Fever | Telecinco | Concursante - 3.ª clasificada |

#### Como colaboradora
| Año             | Programa                          | Cadena        | Notas        |
| --------------- | --------------------------------- | ------------- | ------------ |
| 2007 - 2008     | Channel n.º4                      | Cuatro        | Colaboradora |
| 2012 - 2013     | Tu cara me suena                  | Antena 3      | Jurado       |
| 2011 - 2015     | Divendres                         | TV3           | Colaboradora |
| 2014            | El pueblo más divertido           | La 1          | Jurado       |
| 2022            | Ya es verano                      | Telecinco     | Colaboradora |
| 2023            | Supervivientesː Conexión Honduras | Telecinco     | Colaboradora |
| 2023            | Campanades À Punt                 | À Punt        | Colaboradora |
| 2023 - presente | Tot es mou                        | TV3           | Colaboradora |
| 2023 - 2025     | Tardear                           | Telecinco     | Colaboradora |
| 2024 - presente | L'altaveu                         | RTVE Cataluña | Colaboradora |

#### Como invitada
| Año               | Programa                    | Cadena               | Notas    |
| ----------------- | --------------------------- | -------------------- | -------- |
| 2005              | Homo Zapping                | Antena 3             | Invitada |
| 2006              | Caiga quien caiga           | Telecinco            | Invitada |
| 2012              | Dando la nota               | Antena 3             | Invitada |
| 2012              | ¡Ahora caigo!               | Antena 3             | Invitada |
| 2013 - 2020; 2023 | Pasapalabra                 | Telecinco / Antena 3 | Invitada |
| 2014; 2021        | Tu cara me suena            | Antena 3             | Invitada |
| 2014              | Me resbala                  | Antena 3             | Invitada |
| 2017              | Tu cara no me suena todavía | Antena 3             | Invitada |
| 2017              | ¡Boom!                      | Antena 3             | Invitada |
| 2018              | Assumptes Interns           | À Punt               | Invitada |
| 2020              | Celebrity school            | À Punt               | Invitada |
| 2021              | Atrápame si puedes          | Telemadrid           | Invitada |
| 2022              | Ares Revolution             | 8tv                  | Invitada |
| 2022              | Mapi                        | Clan                 | Invitada |
| 2022              | 25 palabras                 | Telecinco            | Invitada |
| 2023              | El circ                     | 8tv                  | Invitada |
| 2023              | Mascletà À Punt             | À Punt               | Invitada |
| 2023              | Nyas, coca!                 | À Punt               | Invitada |
| 2023              | Fas Festa                   | À Punt               | Invitada |
| 2023 - 2024       | OpinaCat                    | 8tv                  | Invitada |
| 2024              | Generación TOP              | La Sexta             | Invitada |
| 2024              | Alta tensión                | À Punt               | Invitada |
| 2025              | A la saca                   | À Punt               | Invitada |

### Cine
| Año  | Programa                 | Personaje          | Notas        |
| ---- | ------------------------ | ------------------ | ------------ |
| 1999 | Bloody Maruja            | Carol              | Cortometraje |
| 2001 | Cartes d'amor            | Mujer              | Cortometraje |
| 2004 | Deus ex machina          | Carolina           | Cortometraje |
| 2004 | Copropietarios           | Propietaria        | Cortometraje |
| 2004 | El cruce                 | Carolina           | Telefilme    |
| 2013 | Tres 60                  | Madre de Guillermo | Papel menor  |
| 2015 | Ocho apellidos catalanes | Mujer              | Papel menor  |

### Series de televisión
| Año  | Programa | Personaje | Cadena    | Notas      |
| ---- | -------- | --------- | --------- | ---------- |
| 2004 | 7 vidas  | Silvia    | Telecinco | 1 episodio |

### Podcasts
| Año             | Programa           | Función      | Notas                  |
| --------------- | ------------------ | ------------ | ---------------------- |
| 2022 - presente | Verbos copulativos | Presentadora | Junto con Nacho Coller |